# White panthers
White panthers je organizacija koju osnivaju John i Leni Sinclair i Lawrece Plamondon 1968. godine u SAD-u. Uzimaju ime po uzoru na crnačku organizaciju "Stranka crnih pantera" i posvećuju se kulturnoj revoluciji. Najaktivniji su bili u gradovima Detroit i Ann Arbour u Michiganu. Započeli su kad je Huey P. Newton, suosnivač "Black panthers", na pitanje što bijelci trebaju učiniti da bi podržali "Black panthers" (crne pantere) odgovorio da bijelci trebaju formirati "White panthers" (bijele pantere). Njih se nikako ne smije smatrati za bijelačku rasističku skupinu, već upravo suprotno - sasvim su podržavali "Black panthers" i borili su se protiv kapitalizma. Osim borbe za oslobođenje političkih zatvorenika (poput crnih pantera), bijele pantere su dodale element rock and rolla, droga i seksa. Njihov glavni sastav koji je propagirao takvu filozofiju je bio MC 5.
U listopadu 1970. FBI je proglasio "White panthers" potencijalno najvećom i najopasnijom revolucionarnom organizacijom. Borba protiv "White panthersa" se uklopila u FBI-ov plan suzbijanja  "Nove ljevice" u SAD-u (koja je obuhvaćala razne pokrete od antiratnih do pokreta za ljudska prava) poznat pod imenom COINTELPRO (sve nacionalna protuobavještajna incijativa).
Usljedilo je hapšenje Sinclaira, koji je dobio devet godina zatvora za posjedovanje dva jointa i Plandamona, koji je bio povezan s bombardiranjem CIA-ine kancelarije u Ann Arbouru, nakon čega je pokret "White panthers" prestao s djelovanjem, iako su tijekom osamdesetih "White panthers" bili aktivni u San Franciscu.

## Manifest
U prosincu 1968. u časopisu Fifth Estate izlazi manifest "White panthersa" (manifest je pisan slobodnim rječnikom i slengom)
Njihovi zahtjevi su sljedeći:
- Potpuna podrška programu Black panthers.
- Totalni napad na kulturu svim raspoloživim sredstvima, uključujući rock and roll, drogu i seks na ulicama.
- Besplatna razmjena energije i materijala – zahtijevamo ukinuće novca!
- Besplatna hrana, odjeća, stanovanje, droga, muzika, tijela, medicinska njega – neka sve bude besplatno za svakoga!
- Besplatan pristup informacijama u medijima – oslobodimo tehnologiju od pohlepnih gnjida!
- Besplatno vrijeme i prostor za sve ljude – riješimo se svih neprirodnih granica.
- Oslobodimo sve škole i strukture od korporativne vlasti –  odmah vratite zgrade nazad ljudima!
- Oslobodite svugdje sve zatvorenike – oni su naša braća!
- Oslobodite sve vojnike – nema obvezne vojske!
- Oslobodite sve ljude od njihovih "vođa" - vođe su sranje – sva moć svim ljudima, sloboda znači da su slobodni svi.

## Vanjske poveznice
- Esej o pokretu White panthers
- COINTELPRO